# Drapeau de la Colombie-Britannique

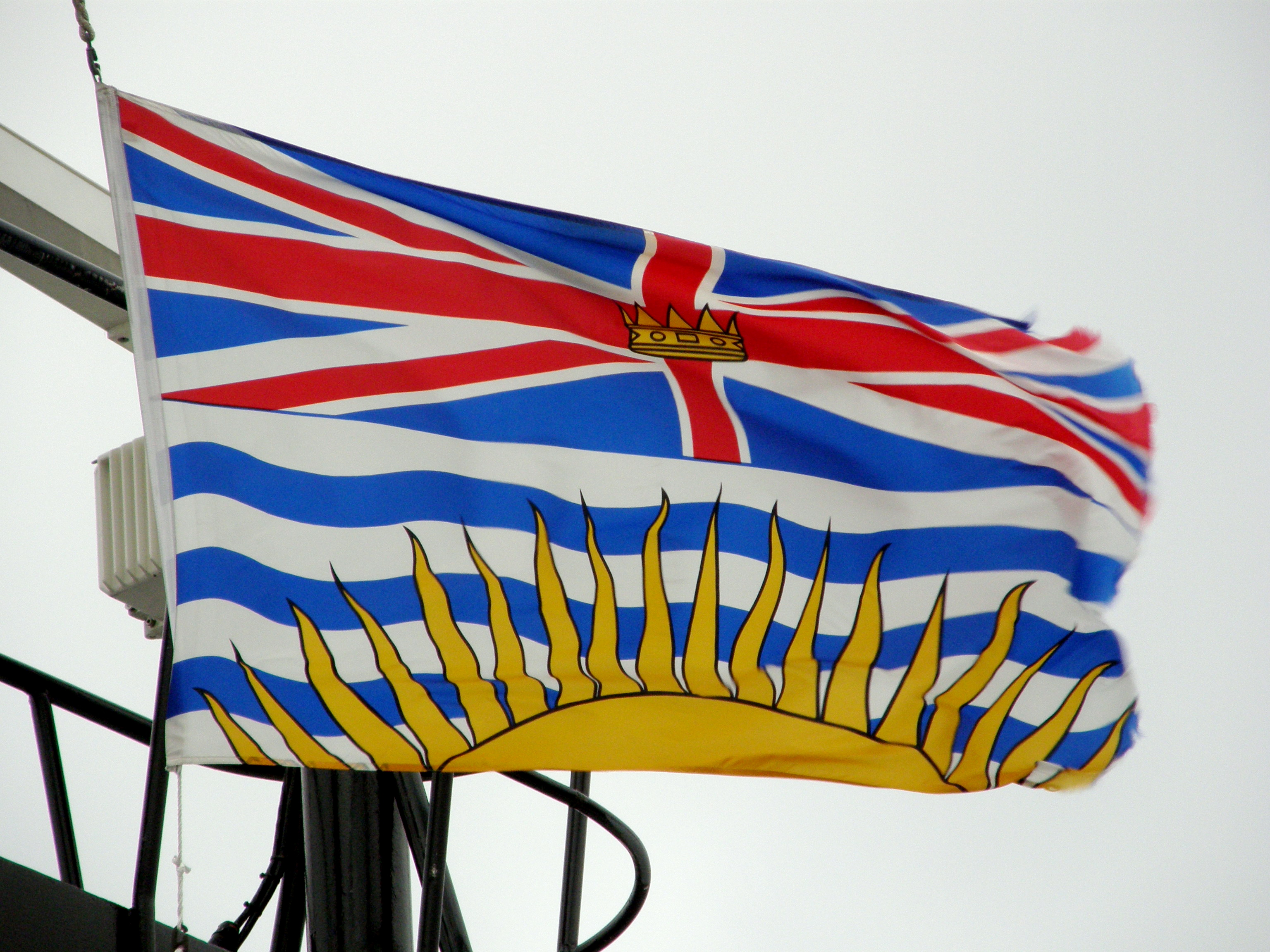
Le drapeau à bord du navire Queen of Oak Bay

Le drapeau de la Colombie-Britannique reprend les symboles de l'écu des armoiries provinciales en forme de bannière. Dans le haut, l'Union Jack (avec une couronne en son centre) représente les origines de la province comme une colonie britannique. Les lignes ondulantes bleues et blanches symbolisent l'océan Pacifique et les montagnes Rocheuses. Le soleil couchant représente le fait que la Colombie-Britannique est la province la plus occidentale du Canada. Les proportions du drapeau sont de 3:5.

## Histoire
Le drapeau de la Colombie-Britannique a été introduit le 14 juin 1960 par le premier ministre W.A.C. Bennett, et a été d'abord hissé à bord du vaisseau Queen of Sidney.